# From janet. to Damita Jo: The Videos
From janet. to Damita Jo: The Videos è una raccolta di video musicali della cantante statunitense Janet Jackson pubblicata a settembre 2004. Oltre a 18 videoclip da janet. a Damita Jo, contiene la versione dal vivo di Just a Little While e contenuti extra, tra cui le esibizioni ai programmi televisivi MuchMoreMusic e On Air with Ryan Seacrest, il dietro le quinte sul set di All Nite (Don't Stop), un'intervista su Damita Jo e una galleria di fotografie della cantante.

## Tracce
1. That's the Way Love Goes
2. If
3. Again
4. Because of Love
5. Any Time, Any Place
6. You Want This
7. Got 'til It's Gone (con Q-Tip e Joni Mitchell)
8. Together Again
9. I Get Lonely
10. Go Deep
11. You
12. Every Time
13. Together Again (Deeper Remix)
14. All for You
15. Someone to Call My Lover (So So Def Remix) (con Jermaine Dupri)
16. Son of a Gun (I Betcha Think This Song Is About You) (con Carly Simon e Missy Elliott)
17. I Want You
18. All Nite (Don't Stop)
19. Just a Little While (live)

### Contenuti extra
- Intervista alla cantante su Damita Jo
- Dietro le quinte di All Nite (Don't Stop)
- Galleria di fotografie
- Esibizione a MuchMoreMusic

1. All Nite (Don't Stop)
2. I Want You

- Esibizione a On Air with Ryan Seacrest

1. All Nite (Don't Stop)
2. I Want You
3. Intervista